# Pterolobium stellatum
Pterolobium stellatum là một loài thực vật có hoa trong họ Đậu. Loài này được (Forssk.) Brenan miêu tả khoa học đầu tiên.